# Инга (приток Мингера)
Инга — река в Томской области России. Устье реки находится в 40 км по левому берегу реки Мингер. Длина реки составляет 18 км. Истекает в деревне Новоильинка, устье — возле моста через Мингер у деревни Подоба.

## Данные водного реестра
По данным государственного водного реестра России относится к Верхнеобскому бассейновому округу, водохозяйственный участок реки — Обь от Новосибирского гидроузла до впадения реки Чулым, без рек Иня и Томь, речной подбассейн реки — бассейны притоков (Верхней) Оби до впадения Томи. Речной бассейн реки — (Верхняя) Обь до впадения Иртыша.